# Puh (priimek)
Puh je priimek več znanih Slovencev:
- Dušan Puh (*1951), jadralec
- Janez Puh (1862—1914), izumitelj slovenskega rodu